# Pantà de la Gavarresa
El Pantà de la Gavarresa és un pantà situat a la riera Gavarresa, al municipi d'Olost, de 7,77 ha. És la zona humida més important del Lluçanès, sobretot per les seves comunitats faunístiques.
Es tracta d'un pantà artificial, originat per una presa de dimensions considerables i destinat a l'abastament d'aigua al municipi d'Olost i a usos agraris i ramaders. La vegetació de ribera és gairebé inexistent a una bona part del pantà, però a la cua apareix un bosc de ribera dominat per pollancres i un extens bogar. La vegetació de l'entorn és formada majoritàriament per boscos de pinassa i pi roig, amb roures. La fauna és l'element natural més destacable del pantà. Entre els amfibis hi ha citada la granota verda, gripau comú, reineta i granoteta de punts. Entre els ocells nidificants, s'hi havia constatat la reproducció d'ànec collverd, polla d'aigua i balquer (aquest últim podria haver desaparegut a conseqüència de la destrucció del bogar efectuada fa uns anys). Entre els ocells de pas s'hi ha citat bernat pescaire, agró roig, xivitona vulgar, becadell i rascló. Entre els impactes a destacar, hi ha els derivats de l'ús forestal i ramader, que afecta la vegetació dels marges. També cal recordar la destrucció del bogar de la cua de l'embassament, efectuada fa uns anys (1995) quan es va realitzar un dragat del pantà.
A la zona s'hi practica la pesca i la caça i és força freqüentada com a zona de picnic. Hi ha alguns residus -restes de canalitzacions, ferros, etc. vora la presa. La captació d'aigua se situa a la part de l'embassament més propera a la presa, on hi ha també una caseta alimentada amb una línia elèctrica procedent d'una torre-centre de transformació, probablement relacionada amb els mecanismes d'impulsió de les aigües extretes del pantà.